# Porté disparu
Porté disparu ist ein französischer Fernsehfilm  aus dem Jahr 1995 von Jacques Richard mit Georges Claisse und Claude Jade, für den verschiedene Schlussversionen gedreht wurden. Als er im Fernsehen lief, konnten die Zuschauer mitbestimmen, wie die Handlung verläuft und so das Ende interaktiv beeinflussen.

## Handlung
Zwanzig Jahre nach seinem Verschwinden kehrt der totgeglaubte Jacques Sportolano unter dem Namen Laurent Dupas inkognito zurück. Seine Frau Hélène ist inzwischen mit Éric, einem Bankdirektor, verheiratet. Tochter Anne ist Ärztin geworden, Sohn Marc Pilot ... Alle scheinen glücklich zu sein. Hinter diesem idyllischen Familienbild verbirgt sich jedoch ein Rätsel.